# Нора Ефрон
Нора Ефрон (енгл. Nora Ephron; 19. мај 1941 — 26. јун 2012) била је америчка редитељка, сценаристкиња, продуценткиња, новинарка, блогерка и књижевница.
Ефронова је најпознатија по томе што је режирала неколико популарних романтичних комедија и три пута била номинована за Оскара за најбољи оригинални сценарио - за филмове Силквуд (1983), Кад је Хари срео Сали (1989) и Бесани у Сијетлу (1993). Сценарио неколико својих пројеката написала је заједно са сестром Дилијом Ефрон. Њен последњи филм била је биографска комедија Џули и Џулија из 2009, а 2013. је постхумно номинована за награду Тони за представу Срећан момак.

## Филмографија
| Година | Српски назив          | Изворни назив | Редитељка | Сценаристкиња | Продуценткња | Напомене                                                            |
| ------ | --------------------- | ------------- | --------- | ------------- | ------------ | ------------------------------------------------------------------- |
| 1983.  | Силквуд               |               | Не        | Да            | Не           | номинација - Оскар за најбољи оригинални сценарио                   |
| 1986.  | Љубавна бољка         |               | Не        | Да            | Не           |                                                                     |
| 1989.  | Кад је Хари срео Сали |               | Не        | Да            | Да           | номинација - Оскар за најбољи оригинални сценарио                   |
| 1989.  | Колачић               |               | Не        | Да            | Да           |                                                                     |
| 1990.  | Моје плаво небо       |               | Не        | Да            | Да           |                                                                     |
| 1992.  | Ово је мој живот      |               | Да        | Да            | Не           |                                                                     |
| 1993.  | Бесани у Сијетлу      |               | Да        | Да            | Не           | номинација - Оскар за најбољи оригинални сценарио                   |
| 1994.  | Најлуђи Божић         |               | Да        | Да            | Не           |                                                                     |
| 1996.  | Мајкл                 |               | Да        | Да            | Да           |                                                                     |
| 1998.  | Све што желим         |               | Не        | Не            | Да           |                                                                     |
| 1998.  | Стигла вам је пошта   |               | Да        | Да            | Да           | номинација - Награда Сателит за најбољи филм - мјузикл или комедија |
| 2000.  | Залупи слушалицу      |               | Не        | Да            | Да           |                                                                     |
| 2000.  | Срећни бројеви        |               | Да        | Не            | Да           |                                                                     |
| 2005.  | Ожених се вештицом    |               | Да        | Да            | Да           |                                                                     |
| 2009.  | Џули и Џулија         |               | Да        | Да            | Да           |                                                                     |